# 白い波紋
『白い波紋』（しろいはもん）は、1977年4月15日から同年9月30日まで、TBS系列で放送されたテレビドラマ。放送時間は毎週金曜日20:00 - 20:55。全23話。『白い』シリーズ第5弾。

## 内容
17年前、京友禅染作家の桂木佐和子の元から、子供が連れ去られる誘拐事件が発生。しかしその犯人は死に、子供は行方不明になってしまい、佐和子はこの事件を忘れようと友禅染に打ち込む日々を送っていた。それから17年。北原亮子は高校三年生で、高校では水泳部に所属し、水泳に打ち込んでいた。父・文雄は先代から続く出版社「北原出版」の社長であるが、会社の存続が問われるほど経営状態は良くなかった。しかし亮子は文雄の実の娘ではなく、17年前に北原家の門の前に置き去りにされていたのを拾われ、文雄一人に育てられた。
ある日、亮子は水泳大会の本番の時間に遅れそうになったところを偶然通りかかった柳沢滋にオートバイに乗せてもらい、何とか時間に間に合った。これが亮子と滋の出会いだった。滋も亮子と同じく、実の父に捨てられ、今の育ての父の柳沢耕造に育てられたという過去があった。翌日、亮子が父を訪ねに北原出版へ行くと、出版の相談で会社を訪れていた桂木佐和子と出会った。亮子にとって佐和子はある憧れを抱いていた存在であったが、佐和子は一緒に話をしたいという亮子を連れて会社を出て行った。しかし会社の出口でルポライターの北条朋子が、亮子を連れて出る佐和子を見て驚いた。朋子は17年前の誘拐事件の真相を追っていたのだった…。
親と子の絆をテーマに、北原家、桂木家と、北原出版のライバル出版社「文栄堂」の社長一家である高村家との三つの家庭を巡る数奇な運命、亮子の出生の秘密、北原出版と文栄堂とのしのぎ合い、文雄と佐和子との間の秘められた愛などの出来事を絡め、幸せをつかもうとする亮子のプロセスなどを描いた物語。

## キャスト
- 桂木佐和子：司葉子
17年前に子供を連れ去られる誘拐事件に遭った京友禅染デザイナー。
- 北原亮子：片平なぎさ
高校三年生で、高校では水泳部に所属。17年前に北原家の門の前に置き去りにされ、北原文雄に育てられた。文雄に報いるために第6話で高村家に引き取られるが、第15話で再び北原家に戻る。
- 北原文雄：二谷英明
存続か否かが問われる経営状態の出版社「北原出版」の社長で、亮子の育ての親。
- 柳沢滋：田中健
偶然オートバイで通りかかり、亮子を水泳大会の会場まで送ったことをきっかけに、亮子のボーイフレンドになる。
- 杉本次郎：岡本富士太
- 北条朋子：松坂慶子
本職は旅行のルポライター。ふとしたことから17年前の誘拐事件の真相を追うことになる。
- 高村謙次：石濱朗
北原出版のライバルで商売敵の出版社「文栄堂」の社長。
- 高村信子：稲垣美穂子
高村謙次の妻。
- 高村孝子：栗田ひろみ
高村謙次の娘。高校では、亮子と同じ水泳部に所属。
- 柳沢耕造：小林昭二
滋の育ての父。
- 柳沢耕造の妻：石井富子
- 秋山孝行：高橋昌也
滋の実の父。
- 中西六兵衛：加藤嘉
高村信子の父。
- 杉本ふさ：葦原邦子
杉本次郎の母。
- 片桐淳：梅津栄
- 井口：佐々木敏
- 由美：岡田奈々
- 木原光知子
亮子、孝子らを指導する、水泳部のコーチ。
- 伊丹加寿代
- 佐藤仁哉
- 南條豊
- 原ひさ子
- 上田かほり
- 木村久美
- 麻美あい子
- 林栄子
- 三谷幸子
- 川瀬沙世
- 竹村洋介
- 松永英晃
- 早乙女愛
- 笹沢左保（第21話ゲスト）

## スタッフ
- プロデューサー：升本喜年（松竹）、鈴野尚志（TBS）
- プロデューサー補：桜林甫（松竹）、高橋信仁
- 脚本：佐々木守、阿井洋平、山浦弘靖、山根優一郎、宮川一郎
- 監督：中村登、前田陽一、井上梅次、大槻義一、長谷和夫
- 助監督：山本和久、斎藤博　ほか
- 制作担当：徳重里司
- 制作主任：蒼宣次
- 音楽：菅野光亮、ノイエハーモニー
- 効果：脇坂孝行
- 録音：アオイスタジオ
- 選曲：太田正一
- 記録：福島マリ
- 撮影技術：佐藤洋三
- 照明：小中健二郎
- 録音：加藤一郎
- 編集：武田うめ
- 現像：東洋現像所
- 美術：熊谷正雄
- 染色指導：吉田求
- 制作：松竹株式会社、TBS

## 主題歌
- 『私のいちばん美しい時を』 歌：片平なぎさ （作詞：藤公之介、作曲：佐瀬寿一、編曲：矢野立美）

## サブタイトル
| 話数 | 放送日        | サブタイトル                  | 脚本       | 監督     |
| ---- | ------------- | ----------------------------- | ---------- | -------- |
| 1    | 1977年4月15日 | 過去ある青春                  | 佐々木守   | 中村登   |
| 2    | 1977年4月22日 | 悲しき記憶                    | 佐々木守   | 中村登   |
| 3    | 1977年4月29日 | 私のかあさんは誰?             | 佐々木守   | 前田陽一 |
| 4    | 1977年5月6日  | お父さん、私を離さないで!     | 佐々木守   | 前田陽一 |
| 5    | 1977年5月13日 | 別れに涙を見せないで          | 佐々木守   | 井上梅次 |
| 6    | 1977年5月20日 | 逢いに来て! 私のそばにいて    | 阿井洋平   | 中村登   |
| 7    | 1977年6月3日  | お母さんと呼んであげて!       | 阿井洋平   | 中村登   |
| 8    | 1977年6月10日 | 死なないでお父さん!           | 山浦弘靖   | 中村登   |
| 9    | 1977年6月17日 | 家を出る私を許して!!          | 佐々木守   | 中村登   |
| 10   | 1977年6月24日 | 父の犯した罪は重く…           | 佐々木守   | 大槻義一 |
| 11   | 1977年7月1日  | 嵐の中の二人だけの夜          | 山根優一郎 | 長谷和夫 |
| 12   | 1977年7月8日  | 古都に哀しみと涙のあとが…     | 山根優一郎 | 井上梅次 |
| 13   | 1977年7月15日 | 明日なき命に賭ける愛          | 山浦弘靖   | 大槻義一 |
| 14   | 1977年7月22日 | 愛・この小さな命              | 佐々木守   | 長谷和夫 |
| 15   | 1977年8月5日  | ひとりぼっちの夏の夜          | 佐々木守   | 大槻義一 |
| 16   | 1977年8月12日 | お願い!!抱きしめてあげて!     | 山浦弘靖   | 長谷和夫 |
| 17   | 1977年8月19日 | 青春を賭けて泳げ!             | 山浦弘靖   | 長谷和夫 |
| 18   | 1977年8月26日 | この子を誰にも渡したくない!   | 宮川一郎   | 前田陽一 |
| 19   | 1977年9月2日  | お願いだから生きていて!!      | 宮川一郎   | 井上梅次 |
| 20   | 1977年9月9日  | 愛していると云って欲しかった  | 宮川一郎   | 井上梅次 |
| 21   | 1977年9月16日 | ここにも母をさがし求める子が… | 宮川一郎   | 大槻義一 |
| 22   | 1977年9月23日 | いまわしい過去にさようなら…   | 山浦弘靖   | 中村登   |
| 23   | 1977年9月30日 | はばたけ!!輝ける未来に向って  | 宮川一郎   | 中村登   |

## DVD
- 白い波紋 DVD-BOX （6枚組、2013年5月29日　発売元：サンレックス　VUBG-5030）